# János Fórizs
János Fórizs (ur. 17 marca 1969) – węgierski zapaśnik walczący w stylu wolnym. Olimpijczyk z Atlanty 1996, gdzie zajął jedenaste miejsce w kategorii 68 kg.
Zajął jedenaste miejsce na mistrzostwach świata w 1994. Piąty na mistrzostwach Europy w 1997 i 1999 roku.
- Turniej w Atlancie 1996

Pokonał Senegalczyka Félixa Diédhiou, a przegrał z Elşadem Allahverdiyevem z Azerbejdżanu i Kubańczykiem Yosvany Sánchezem.